# Гейден Панеттьєр
Ге́йден Ле́слі Панеттьє́р (англ. Hayden Lesley Panettiere; транскрипція: ˌpænɨtiˈɛər; нар. 21 серпня 1989) — американська акторка, співачка та модель італійського походження. Розпочала акторську кар'єру з ролей Сари Робертс у телесеріалі «Одне життя, щоб жити» (1994–1997) та Ліззі Спаулдінг у телесеріалі «Дороговказне світло» (1996–2000). В 11 років здобула «Премію молодого актора» за роль Шеріл Йост у диснеївському фільмі «Згадуючи титанів». Другу премію отримала за роль Клер Беннет у серіалі «Герої».

## Життєпис
Народилась у сім'ї пожежника Алана Панеттьєрі (англ. Alan Panettiere) та колишньої акторки телесеріалів Леслі Воджел (англ. Lesley Vogel). Має молодшого брата Янсена Панеттьєрі (англ. Jansen Panettiere), який також знімається на телебаченні.

## Кар'єра
Вже чотиримісячною Гейден фотографувалася для друкованої реклами, а через сім місяців потрапила на телебачення до реклами дитячої залізниці, після чого брала участь ще в багатьох інших рекламних роликах. У 4 роки Гейден дебютувала в серіалі «Одне життя, щоб жити» (1994 — 1997). У 6 років почала паралельно зніматися в телесеріалі «Дороговказне світло» (1996), під час зйомок в якому встигла з'явитися в епізодах кількох фільмів і телесеріалів, а також озвучити одну роль у анімаційному фільмі. В 11 років Гейден потрапила на зйомки фільму «Згадуючи титанів» (2000) з Дензелем Вашингтоном, в якому виконала роль дочки футбольного тренера Білла Йоста. За цю роль вона отримала премію молодого актора.
Після закінчення восьмого класу Гейден перейшла на домашнє навчання та вирушила на п'ять місяців до Південної Африки , де каталася на зебрах, виконуючи роль молодого жокея Ченніг Волш для фільму «Скажені перегони». Після закінчення зйомок Гейден вирішила провести ще деякий час в Африці, захоплюючись простим життям у нетрях і вдячністю людей тому, що мають.
У 15 Гейден втілила 15-річну Одрі — племінницю Елен Гарріс (Кейт Гадсон) у фільмі «Модна матуся». Після смерті своїх батьків Одрі почала палити, пити і зустрічатися з поганими хлопцями. Після зйомок ще в деяких фільмах, у 2005 році на екрани нарешті вийшов фільм «Шалені перегони», у якому Гейден мала помітно молодший вигляд, ніж у нещодавніх фільмах з її участю.
Але попри дорослий вигляд акторки у 2006 році вийшла одна із частин доволі поширених фільмів про американських школярів, у яких Гейден виконала роль капітанки команди черлідерок.

## Особисте життя
Панеттьєрі зустрічалася з колегою по т/с Герої Майло Вентімілья з грудня 2007 по лютий 2009. Мала стосунки з чемпіоном у суперважкій вазі Володимиром Кличком, зокрема, була присутня під час бою на рингу, коли Кличко нокаутував свого суперника Семюела Пітера 11 вересня 2010 р.
12 травня 2011 р. акторка повідомила, що вона і Кличко завершили стосунки після двох років спільного життя та вирішили залишитися друзями. Але наприкінці березня 2013 папараці зняли їх поцілунок на баскетбольному матчі в Маямі. Невдовзі і американський часопис US Weekly, з посиланням на сімейні кола, повідомив про заручини.
7 грудня 2013 року, під час Революції гідності, акторка відвідала Євромайдан разом з Володимиром Кличком і виступила перед мітингувальниками на київському Майдані Незалежності.
9 грудня 2014 року Панеттьєрі народила доньку Каю Євдокію (друге ім'я на честь бабусі братів Кличків).
Влітку 2018 Панеттьєрі помітили на побаченні. Наступного ранку офіційний представник Володимира та Гейден повідомив, що після 9 років стосунків пара вирішила розлучитися.

## Фільмографія
| Рік       |    | Українська назва                                    | Оригінальна назва                            | Роль                                                  |
| --------- | -- | --------------------------------------------------- | -------------------------------------------- | ----------------------------------------------------- |
| 2023      | ф  | Крик 6                                              | Scream 6                                     | Кірбі Рід                                             |
| 2012—2018 | с  | Нешвілл                                             | Nashville                                    | Джульєтт Барнс (124 епізоди)                          |
| 2016      | ф  | Опіка                                               | Custody                                      | Еллі Фішер                                            |
| 2015—2016 | с  | Герої: Відродження (мінісеріал)                     | Heroes Reborn                                | Клер Беннет (2 епізоди)                               |
| 2015      | вг |                                                     | Until Dawn                                   | Саманта (голос, захоплення руху)                      |
| 2012      | ф  |                                                     | The Forger                                   | Ембер Фелтер                                          |
| 2012      | вг |                                                     | Kingudamu hâtsu 3D: Dorîmu doroppu disutansu | Xion / Kairi (голос в англомовній версії)             |
| 2011      | ф  | Крик 4                                              | SCRE4M                                       | Кірбі Рід                                             |
| 2011      | мф | Червона Шапка проти зла                             | Hoodwinked Too! Hood vs. Evil                | Червона шапка (голос)                                 |
| 2011      | тф | Аманда Нокс                                         | Amanda Knox                                  | Аманда Нокс                                           |
| 2010      | мс | Американський тато!                                 | American Dad!                                | Ешлі (голос, 1 епізод)                                |
| 2010      | мф | Альфа і Омега: Зубата братва                        | Alpha and Omega                              | Вовчиця Кейт (голос)                                  |
| 2006—2010 | с  | Герої                                               | Heroes                                       | Клер Беннет (73 епізоди)                              |
| 2010      | вг |                                                     | Kingudamu hâtsu: Bâsu bai surîpu             | Kairi / Xion (голос в англомовній версії)             |
| 2009      | ф  | Бет Купер, я кохаю тебе                             | I Love You, Beth Cooper                      | Бет Купер                                             |
| 2008      | в  | Скубі-Ду і король гоблінів                          | Scooby-Doo And The Goblin King               | Принцеса фей Віллоу (голос)                           |
| 2008      | ф  | Світлячки у саду                                    | Fireflies in the Garden                      | Юна Джейн Лоренс                                      |
| 2007      | с  | Робоцип                                             | Robot Chicken                                | Cheetara / Ramona / Seuss Sister (голоси, 1 епізод)   |
| 2007      | вг |                                                     | Kingdom Hearts II: Final Mix+                | Kairi (голос в англомовній версії)                    |
| 2007      | ф  | Шанхайський поцілунок                               | Shanghai Kiss                                | Аделаїда Бурбон                                       |
| 2006      | с  |                                                     | Skater Boys                                  | Kassidy Parker #2 (1 епізод)                          |
| 2006      | в  | Добийся успіху 3: Все або нічого                    | Bring It On: All or Nothing                  | Брітні                                                |
| 2006      | ф  | Архітектор                                          | The Architect                                | Крістіна Вотерс                                       |
| 2006      | ф  |                                                     | The Good Student / Mr. Gibb                  | Еллі Палмер                                           |
| 2006      | с  | Головнокомандувач                                   | Commander in Chief                           | Стейсі (1 епізод)                                     |
| 2005      | вг |                                                     | Kingdom Hearts II                            | Kairi (голос в англомовній версії)                    |
| 2003—2005 | с  | Малькольм у центрі уваги                            | Malcolm in the Middle                        | Джессіка (4 епізоди)                                  |
| 2005      | ф  | Крижана принцеса                                    | Ice Princess                                 | Ген Гарвуд                                            |
| 2005      | тф | Брехня моєї матері                                  | Lies My Mother Told Me                       | Гейлі Сімс                                            |
| 2001—2005 | с  | Закон і порядок: Спеціальний корпус                 | Law & Order: Special Victims Unit            | Анджела Агнеллі / Ешлі Остін Блек (2 епізоди)         |
| 2005      | ф  | Скажені перегони                                    | Racing Stripes                               | Ченнінг Волш                                          |
| 2004      | ф  | Фабрика пилу                                        | The Dust Factory                             | Мелані Льюїс                                          |
| 2004      | тф | Тигровий круїз                                      | Tiger Cruise                                 | Медді Долан                                           |
| 2004      | ф  | Модна матуся                                        | Raising Helen                                | Одрі Девіс                                            |
| 2004      | с  |                                                     | Fillmore!                                    | Юмі (голос, 1 епізод)                                 |
| 2003      | тф |                                                     | Normal                                       | Петті Енн Епплвуд                                     |
| 2002      | вг |                                                     | The Mark of Kri                              | Tati (голос)                                          |
| 2002      | с  | Еллі Макбіл                                         | Ally McBeal                                  | Медді Гаррінгтон (12 епізодів)                        |
| 2002      | вг |                                                     | Kingdom Hearts                               | Kairi (голос в англомовній версії)                    |
| 2001      | тф | Честнат-Гілл                                        | Chestnut Hill                                | Моллі Істман                                          |
| 2001      | ф  | Крутий Джо                                          | Joe Somebody                                 | Наталі Шеффер                                         |
| 2001      | ф  | Історія з намистом                                  | The Affair of the Necklace                   | Юна Жанна                                             |
| 2000      | ф  | Згадуючи Титанів                                    | Remember the Titans                          | Шеріл Йост                                            |
| 2000      | мф | Динозавр                                            | Dinosaur                                     | Сурі (голос)                                          |
| 1998—2000 | с  | Дороговказне світло                                 | The Guiding Light                            | Ліззі Сполдінг (Елізабет Сполдінг Льюїс) (42 епізоди) |
| 1999      | тф | Якщо ти повіриш                                     | If You Believe                               | Сьюзі / Аліса Стоун                                   |
| 1999      | с  | Дотик янгола                                        | Touched by an Angel                          | Діана (1 епізод)                                      |
| 1999      | с  | Занадто багата: Таємне життя Доріс Дюк (мінісеріал) | Too Rich: The Secret Life of Doris Duke      | Юна Доріс Дюк                                         |
| 1999      | ф  | Послання в пляшці                                   | Message in a Bottle                          | Дівчина на тонучому човні                             |
| 1998      | ф  | Життя комах / Пригоди Фліка                         | A Bug's Life                                 | Дот (голос)                                           |
| 1998      | вг |                                                     | A Bug's Life                                 | Dot (голос)                                           |
| 1998      | с  | Власна воля (мінісеріал)                            | A Will of Their Own                          |                                                       |
| 1998      | ф  | Об'єкт мого захоплення                              | The Object of My Affection                   | Русалонька                                            |
| 1994—1997 | с  | Одне життя, щоб жити                                | One Life to Live                             | Сара Робертс (25 епізодів)                            |
| 1997      | с  | Нещасливі разом                                     | Unhappily Ever After                         | Дівчинка (1 епізод)                                   |
| 1996      | тф | Як пишеться «Бог»? (короткометражка)                | How Do You Spell God?                        | Меган Блеквуд                                         |
| 1996      | с  | Прибульці в сім'ї                                   | Aliens in the Family                         | Одрі (1 епізод)                                       |

## Рекламні ролики
| Рік  | Кампанія                           | Роль    |
| ---- | ---------------------------------- | ------- |
| 1996 | Wendy's Chicken Nuggets Commercial | Дівчина |

## Дискографія

### Сингли
| Рік                                      | Сингл                            | Позиції у чартах | Позиції у чартах   | Позиції у чартах | Позиції у чартах |
| Рік                                      | Сингл                            | US Country       | US Country Airplay | US               | US Pop           |
| ---------------------------------------- | -------------------------------- | ---------------- | ------------------ | ---------------- | ---------------- |
| 2008                                     | «Wake Up Call»                   | —                | —                  | 125              | 97               |
| 2012                                     | «Telescope»                      | 36               | 33                 | —                | —                |
| 2013                                     | Fame (разом з Richard Madenfort) | —                | —                  | —                | —                |
| 2013                                     | Hypnotizing                      | —                | —                  | —                | —                |
| 2014                                     | Crazy (традиційна версія)        | —                | —                  | —                | —                |
| 2014                                     | White Christmas                  | —                | —                  | —                | —                |
| 2015                                     | Crazy (разом зі Steven Tyler)    | —                | —                  | —                | —                |
| "—" позначені релізи, які не чартувалися |                                  |                  |                    |                  |                  |

Інші чартовані пісні
| Рік                                     | Сингл                                                | Позиції у чартах | Позиції у чартах |
| Рік                                     | Сингл                                                | US Country       | US               |
| --------------------------------------- | ---------------------------------------------------- | ---------------- | ---------------- |
| 2012                                    | «Love Like Mine»                                     | 43               | —                |
| 2012                                    | «Undermine» (разом із Чарлі Ітен)A                   | 35               | 116              |
| 2012                                    | «For Your Glory»                                     | 46               | —                |
| 2012                                    | «Wrong Song» (разом із Конні Брітон)                 | 39               | —                |
| 2013                                    | «Boys and Buses»                                     | 44               | —                |
| 2013                                    | I'm a Girl                                           | 43               | —                |
| 2013                                    | Consider Me                                          | 37               | —                |
| 2013                                    | Nothing in This World Will Ever Break My Heart Again | 41               | —                |
| 2014                                    | Don't Put Dirt on My Grave Just Yet                  | 34               | —                |
| 2014                                    | He Ain't Gonna Change (with Connie Britton)          | 50               | —                |
| "—" denotes releases that did not chart |                                                      |                  |                  |

- AНе увійшов у Hot 100, але чартувався в Bubbling Under Hot 100 Singles.

### Музичне відео
| Рік  | Назва                  | Виконавець                   | Роль             | Режисер           | Примітки |
| ---- | ---------------------- | ---------------------------- | ---------------- | ----------------- | -------- |
| 2013 | 1994                   | Джейсон Олдін                |                  |                   |          |
| 2013 | The Fabric of My Life  |                              |                  | Пем Томас         |          |
| 2013 | Fame                   | Гейден Панеттьєр             |                  | Річард Мейденфорт |          |
| 2012 | Telescope              | Гейден Панеттьєр             |                  | TK McKamy         |          |
| 2011 | I Can Do It Alone      | Гейден Панеттьєр             |                  |                   |          |
| 2010 | I'd Rather Be with You | Joshua Radin                 | Подружка Джошуа  |                   |          |
| 2008 | Wake Up Call           | Гейден Панеттьєр             |                  | Кріс Епплбаум     |          |
| 2006 | I Still Believe        | Гейден Панеттьєр             |                  |                   |          |
| 2005 | I Fly                  | Гейден Панеттьєр             |                  |                   |          |
| 2004 | Someone Like You       | Гейден Панеттьєр і Ватт Вайт |                  |                   |          |
| 2004 | My Hero is You         | Гейден Панеттьєр             | Гейден Панеттьєр |                   |          |

### Саундтреки та компіляції
| Рік  | Пісня                                 | Виконавець                                                                    |
| ---- | ------------------------------------- | ----------------------------------------------------------------------------- |
| 2004 | "My Hero Is You"                      | Tiger Cruise and Disney Channel Hits: Take 2                                  |
| 2004 | "Someone Like You" (Feat. Watt White) | The Dust Factory                                                              |
| 2005 | "I Fly"                               | Ice Princess Soundtrack and Disney Girlz Rock                                 |
| 2006 | "Your New Girlfriend"                 | Girl Next Vol.1                                                               |
| 2007 | "Home"                                | Shanghai Kiss                                                                 |
| 2007 | "I Still Believe"                     | Попелюшка 3: Подорож у часі                                                   |
| 2007 | "Try"                                 | Music from and Inspired By Bridge to Terabithia and Disney Girlz Rock, Vol. 2 |
| 2007 | "Cruella de Vil"                      | DisneyMania 5                                                                 |
| 2007 | "Go to Girl"                          | Girl Next Vol.2                                                               |
| 2011 | "I Can Do It Alone"                   | Hoodwinked Too! (Hood vs. Evil) [Original Motion Picture Soundtrack]          |
| 2011 | "Inseparable"                         | Hoodwinked Too! (Hood vs. Evil) [Original Motion Picture Soundtrack]          |
| 2012 | "Undermine" (with Charles Esten)      | The Music of Nashville: Season 1 Volume 1                                     |
| 2012 | «Wrong Song» (разом із Конні Брітон)  | The Music of Nashville: Season 1 Volume 1                                     |
| 2012 | «Love Like Mine»                      | The Music of Nashville: Season 1 Volume 1                                     |
| 2012 | «Telescope (Radio Mix)»               | The Music of Nashville: Season 1 Volume 1                                     |

## Нагороди і номінації
Станом на  30.09.2020
| Рік  | Нагорода           | Організація / фестиваль                                 | Категорія | Робота                                      | Результат |
| ---- | ------------------ | ------------------------------------------------------- | --- | ------------------------------------------- | --------- |
| 2016 | Critics' Choice TV | Critics Choice Television Awards                        | Best Supporting Actress in a Drama Series                                                                         | Nashville (2012)                            | Номінація |
| 2015 | People's Choice    | People's Choice Awards, USA                             | Favorite Dramatic TV Actress                                                                                      |                                             | Номінація |
| 2015 | Teen Choice        | Teen Choice Awards                                      | Choice TV Actress: Drama                                                                                          | Nashville (2012)                            | Номінація |
| 2014 | Golden Globe       | Golden Globes, USA                                      | Best Performance by an Actress in a Supporting Role in a Series, Miniseries or Motion Picture Made for Television | Nashville (2012)                            | Номінація |
| 2014 | Prism              | Prism Awards                                            | Female Performance in a Drama Series Multi-Episode Storyline                                                      | Nashville (2012)                            | Номінація |
| 2013 | Golden Globe       | Golden Globes, USA                                      | Best Performance by an Actress in a Supporting Role in a Series, Miniseries or Motion Picture Made for Television | Nashville (2012)                            | Номінація |
| 2013 | EMA Futures        | Environmental Media Awards, USA                         | |                                             | Перемога  |
| 2013 | Teen Choice        | Teen Choice Awards                                      | Choice TV Actress: Drama                                                                                          | Nashville (2012)                            | Номінація |
| 2012 | Satellite          | Satellite Awards                                        | Best Actress in a Series, Drama                                                                                   | Nashville (2012)                            | Номінація |
| 2011 | Fright Meter       | Fright Meter Awards                                     | Best Supporting Actress                                                                                           | Scream 4 (2011)                             | Номінація |
| 2010 | Saturn             | Academy of Science Fiction, Fantasy & Horror Films, USA | Best Supporting Actress on Television                                                                             | Heroes (2006)                               | Номінація |
| 2010 | Teen Choice        | Teen Choice Awards                                      | Choice TV Actress: Fantasy/Sci-Fi                                                                                 | Heroes (2006)                               | Номінація |
| 2009 | Saturn             | Academy of Science Fiction, Fantasy & Horror Films, USA | Best Supporting Actress on Television                                                                             | Heroes (2006)                               | Номінація |
| 2009 | Teen Choice        | Teen Choice Awards                                      | Choice Summer Movie Star: Female                                                                                  | I Love You, Beth Cooper (2009)              | Номінація |
| 2008 | Saturn             | Academy of Science Fiction, Fantasy & Horror Films, USA | Best Supporting Actress on Television                                                                             | Heroes (2006)                               | Номінація |
| 2008 | Golden Nymph       | Monte-Carlo TV Festival                                 | Outstanding Actress — Drama Series                                                                                | Heroes (2006)                               | Номінація |
| 2008 | Wyler              | Genesis Awards                                          | |                                             | Перемога  |
| 2008 | SFX                | SFX Awards, UK                                          | Best TV Actress                                                                                                   | Heroes (2006)                               | Номінація |
| 2008 | Teen Choice        | Teen Choice Awards                                      | Choice TV Actress: Action Adventure                                                                               | Heroes (2006)                               | Перемога  |
| 2007 | Saturn             | Academy of Science Fiction, Fantasy & Horror Films, USA | Best Supporting Actress on Television                                                                             | Heroes (2006)                               | Перемога  |
| 2007 | Capri Exploit      | Capri, Hollywood                                        | | Heroes (2006)                               | Перемога  |
| 2007 | Feature Film       | Newport Beach Film Festival                             | Acting | Shanghai Kiss (2007)                        | Перемога  |
| 2007 | Gold Derby TV      | Gold Derby Awards                                       | Breakthrough Performer of the Year                                                                                |                                             | Номінація |
| 2007 | Teen Choice        | Teen Choice Awards                                      | Choice TV Actress: Drama                                                                                          | Heroes (2006)                               | Перемога  |
| 2007 | Teen Choice        | Teen Choice Awards                                      | Choice TV: Breakout                                                                                               | Heroes (2006)                               | Номінація |
| 2007 | Rising Star        | Vail Film Festival                                      | |                                             | Перемога  |
| 2007 | Young Artist       | Young Artist Awards                                     | Best Performance in a TV Series (Comedy or Drama) — Supporting Young Actress                                      | Heroes (2006)                               | Перемога  |
| 2005 | Young Artist       | Young Artist Awards                                     | Best Performance in a TV Movie, Miniseries or Special — Leading Young Actress                                     | Tiger Cruise (2004)                         | Номінація |
| 2002 | Young Artist       | Young Artist Awards                                     | Best Performance in a Feature Film — Leading Young Actress                                                        | Joe Somebody (2001)                         | Номінація |
| 2001 | PFCS               | Phoenix Film Critics Society Awards                     | Best Performance by a Youth in a Leading or Supporting Role                                                       | Remember the Titans (2000)                  | Номінація |
| 2001 | Young Artist       | Young Artist Awards                                     | Best Performance in a Feature Film — Supporting Young Actress                                                     | Remember the Titans (2000)                  | Перемога  |
| 2000 | Sierra             | Las Vegas Film Critics Society Awards                   | Youth in Film | Dinosaur (2000), Remember the Titans (2000) | Номінація |
| 2000 | Young Artist       | Young Artist Awards                                     | Best Performance in a TV Movie or Pilot — Young Actress Age Ten or Under                                          | If You Believe (1999)                       | Номінація |
| 2000 | YoungStar          | YoungStar Awards                                        | Best Young Actress/Performance in a Daytime TV Series                                                             | The Guiding Light (1952)                    | Номінація |
| 2000 | YoungStar          | YoungStar Awards                                        | Best Young Voice Over Talent                                                                                      | Dinosaur (2000)                             | Номінація |
| 1999 | Young Artist       | Young Artist Awards                                     | Best Performance in a Voice Over in a Feature or TV — Best Young Actress                                          | A Bug's Life (1998)                         | Номінація |